# 베벌리 존슨
베벌리 존슨(Beverly Johnson, 1952년 10월 13일 ~ )은 미국의 모델, 배우이다.
빌 코스비에게 성폭행을 당한 36인의 여성 중 한 명이다.

## 같이 보기
- Liberian Girl